# La Guirlande de Campra
La Guirlande de Campra est une œuvre orchestrale écrite en collaboration par sept compositeurs (six Français et un Suisse) en 1952. Sa structure est celle d'une suite de variations ou de méditations sur un thème tiré de Camille, reine des Volsques, opéra de 1717 d'André Campra.
Les sept mouvements et les compositeurs qui les ont écrits, sont :
1. Toccata (Arthur Honegger)[1]
2. Sarabande et farandole (Daniel-Lesur)[2],[3]
3. Canarie (Roland-Manuel)
4. Sarabande (Germaine Tailleferre)
5. Matelote provençale (Francis Poulenc)
6. Variation (Henri Sauguet)
7. Écossaise (Georges Auric)[4]

Arthur Honneger, Germaine Tailleferre, Francis Poulenc et Georges Auric font partie du groupe des Six.
L'œuvre a été créée le 30 juillet 1952 au Festival d'Aix-en-Provence, par l'Orchestre de la Société des concerts du Conservatoire, dirigé par Hans Rosbaud.
Benjamin Britten assistait à la première, ce qui lui a donné l'idée de demander à plusieurs compositeurs anglais de participer à la composition des Variations on an Elizabethan Theme pour célébrer le prochain couronnement d'Élisabeth II, événement pour lequel il a aussi composé l'opéra Gloriana,.